# بن‌بست (فیلم ۲۰۲۶)
بن‌بست (به انگلیسی: The Stalemate) یک فیلم وسترن و کمدی درام آمریکایی آماده اکران به نویسندگی و کارگردانی نیکلاس آریولی با بازی بن فاستر، فیونا شو و منی جاسینتو است.

## خلاصه داستان
در مرزهای غرب قدیم، تعقیب و گریزی بین یک دزد و یک کلانتر شکل می‌گیرد.

## ساخت
فیلمبرداری اصلی در نیمه اول سال ۲۰۲۵ در سانتافه (نیومکزیکو) انجام شد.